# Diana Cortesina
Diana Cortesina (Madrid, 1928 - ibídem, 22 de mayo de 2011) fue una importante actriz y vedette española que incursionó extensamente en Argentina.

## Biografía
Criada en una familia de artistas, su padre fue el gran actor Roberto Fugazot, integrante del célebre trío "Irusta-Fugazot-Demare". Siendo muy chica emigró a Argentina huyendo de la Guerra Civil. Su tía fue la también actriz y directora de cine, Helena Cortesina, famosa por interpretar a  "la novia" de Bodas de Sangre, cuando la hizo Lola Membrives  y vino García Lorca a Buenos Aires.

## Carrera

### Filmografía
En cine se destacó como actriz de reparto junto con actores de la talla de Paquita Garzón, Domingo Márquez, María Duval, Andrés Mejuto, Amelia Bence, Aída Luz, Alberto Closas y Milagros de la Vega, entre otros.
Los filmes en los que actuó fueron:
- 1946: Milagro de amor
- 1946: El pecado de Julia
- 1954: Un día perdido como la señora del artista

### Televisión
En 1967 trabajo en el programa junto con Nini Marshall, Antonio Carrizo, Raimundo Pastore, Hilda Mayo, Pablo Cumo Jr., Edmundo Rivero y Beatriz Ferrari.
También hizo  Super-Revista Nueve, con Mirtha Legrand, Osvaldo Terranova, Adolfo Stray y Alberto Anchart.

### Teatro
En teatro se lució  como actriz y en especial  como primera vedette debido a su belleza impactante a su escultural figura. Hizo en su país, en el Teatro Albéniz la obra Una conquista en París, en 1953, junto con Marisa de Landa, Ismael Merlo, Mari Luz Ortiz y Manolo Gómez Bur.
En Argentina trabajo en el Teatro Comedia, Teatro Maipo, Teatro Avenida y el Teatro El Nacional. En el T. El Nacional actuó en la comedia Buenos días, Señor Invierno, presentada por la "Gran Compañía de Revistas Cómicas" encabezada por Alfredo Barbieri, Don Pelele, Tato Bores, Alba Solís y Nené Cao. En el Teatro Astral actuó, en 1961, en la obra Aquí está la vieja ola!...Y esta vez no viene sola con la Compañía de Espectáculos Cómicos encabezada Olinda Bozán y Alberto Anchart. 
Junto a su tía Helena hicieron algunos espectáculos renombrados como el que estrenaron en Principal Palace de Barcelona junto al conjunto de canto y baile de Concha Pique.
Trabajó con grandes estrellas de la escena como María Luisa Merlo, Rodolfo Onetto, Jorge Villalba, Menchu Quesada, Aldo Kaiser, Carlos Luzietti, Tina Serrano  y Cecilia Thumin.
Dedicada a la zarzuela por años, se lució especialmente siendo ya grande en España en globo. También hizo un famoso espectáculo con José Terceiro, Eugenia Montes, Alejandro Cuesta, Adriana Rolla, Norma Mainero y Horacio Toibero.